# Доминантни нонакорд
Доминантни нонакорд је петозвук који се добија када се доминантном септакорду дода још једна терца. То је нона од основног тона која је велика у  дуру, или мала у хармонском молу или молдуру. Нонакорд се поставља тако да је од основног тона удаљен за девет ступњева. У четворогласном ставу један тон нонакорда (по правилу квинта а ређе септима или терца) мора да се изостави.
Критични тонови су:
- нона, коју водимо наниже,
- септима, коју водимо наниже,
- терца, коју водимо навише,
- квинта, коју водимо навише или наниже, у зависности од тога да ли је изнад или испод ноне.

Доминантни нонакорд може да се нађе и у каденци.